# Drvena arhitektura u Međimurju
Kanonski zapisi iz kraja XVII. stoljeća kazuju da je trećina svih crkava u Međimurju bila građena od drva. Razvoj i izgradnju tih crkava možemo pratiti na temelju zapisa od kraja XVII. stoljeća pa sve do druge polovice XVIII. stoljeća, kada uglavnom nestaju jer su ih zamijenile zidane građevine. Drvene crkve nalazimo pretežno ravnom, istočnom dijelu Međimurja.

## Povijest
Drvene kapele bile su građene na zidanim temeljima, poput kapele sv. Katarina u Gornjem Mihaljevcu (1688.), ili kapele u Murskom Središću iz 1716. godine. Drvenu konstrukciju stijena prekrivao je sloj žbuke. Kapela u Gornjem Mihaljevcu koja se spominje samo do 1690. godine bila je ožbukana izvana i iznutra. Prva crkva u Legradu 1688. godine i kapela Sv. Lovre u Podturnu morale su biti lijepo oblikovane jer se činilo da su zidane, ali zapravo su bile drvene i ožbukane.
Drvene crkve su bile većim dijelom solidno građene. Većinom su bile građene iz temelja od čvrste hrastovine (primjer u Novakovcu). Tako su bile izgrađene kapele u Dekanovcu, Donjem Kraljevcu, Gornjem Vidovcu, Vratišincu i Kotoribi dok je župna crkva u Legradu na taj način podignuta tek 1712. godine.
U Gornjem Mihaljevcu drvena se crkva spominje god. 1690. godine, u Gornjem Vidovcu do 1747. godine, u Donjem Kraljevcu do 1748. godine, na Kapelščaku do 1750. godine, u Dekanovcu i Kotoribi do 1760. godine, a u Vratišincu i Legradu (župna) do 1768. godine. 

## Popločenje
Pod u drvenim međimurskim crkvama, kao i u zidanima, bio je obično popločen opekama (npr. 1688. godine u kapelama u Vratišincu i Dekanovcu). Ima primjera da je u takvim crkvama, pod činila samo nabita zemlja. Takav primjer mogao se vidjeti u Gornjem Mihaljevcu i na Kapelšćaku. Čak i u župnoj crkvi u Legradu bio zemljani pod. 

## Stropovi
Unutrašnjost drvenih crkava je bila redovito pokrivena ravnim, drvenim stropom tzv. tabulatom. Tabulate su radili «arkulariuši», odnosno stolari. Bilo je i drvenih, oblih svodova kakvi su se nalazili 1688. godine u kapelama u Dekanovcu, u Gornjem Mihaljevcu, i na Kapelšćaku. Takav badnjasti, drveni svod imala je i druga drvena crkva u Legradu, podignuta 1712. godine, no ne samo u svetištu, nego i u lađi, u kojoj su zidovi bili ukrašeni sa 16 slika. Na ovakvim drvenim svodovima nalazile su se barokne slikarije. Takav je način ukrašavanja bio karakterističan za šire područje srednje Europe, a naročito je prisutan u drvenim crkvama Slovačke i Mađarske.

## Pjevališta
Pjevališta su bila izgrađena također od drveta, a ponekad oslikana isto kao i tabulat (Gornji Mihaljevec 1688. godine). Za pjevalište u Kotoribi izričito se kaže (1698. godine) da je ručni rad, kakav se spominje i u zidanoj crkvi u Altracu. Još danas neke međimurske zidane kapele novijeg datuma imaju drvena pjevališta izvedena ručno (Šenkovec, Sv. Urban i Donji Mihaljevec), a lijep primjer ove pučke tradicije nalazimo još i dandanas i u odličnijim građevinama, kao naprimjer u župnoj crkvi sv. Jurja na Bregu.

## Predvorja
Krajem XVII. stoljeća bilo je uobičajeno da drvene crkve imaju otvoreno predvorje. Ta predvorja, izvedena u zidanoj građi, imaju još i danas u crkve po Hrvatskom zagorju i Slavoniji (Sv. Marija kod Kobaša, Marija Magdalena u Veterničkom Kuzmincu). Predvorja su ponekad bila natkrita ravnim tabulatom. Češće nego u kontinentalnom dijelu Hrvatske nalazimo ih pod nazivom lopa ili lopica u Istri. Predvorje od smrekova drveta imaale su 1688. godine kapele u Donjem Kraljevcu, Gornjem Mihaljevcu, gdje je bio i oslikan tabulat, pa na Kapelšćaku, u Gornjem Vidovcu. Imala ga je i prva župna drvena crkva u Legradu, a prema Bedekoviću i stara kapela u sv. Jeronima u Štrigovi. Nad predvorjem drvenih kao i zidanih crkava često se izidao drveni tornjić (Legrad, Dekanovec, Donji Vidovec, Kotoriba, 1698. godine)

## Krovovi i zvonici
Krovište drvenih crkava, kao i većine kurija, te zidanih crkava su bile pokrivene šindrom. U Međimurju se ona još danas naziva šinklin). Velika se pažnja posvećivala kapama zvonika - ponajviše sredinom XVIII. stoljeća, o čemu svjedoče kanonske vizitacije. Poznato je da je niz zidanih gotičkih crkava u XVII. stoljeću imao je drveni zvonik. Poneke su imale zvonik djelomično zidan, a djelomično drven.
Međimurske drvene crkve su crkve krajem XVII. stoljeća uobičajeno imale zvonik. Zvono se prije toga smještalo na improviziranu zvonaru pred crkvom kakva još danas postoji u Šandorovcu. Leskovar je 1699. godine zabilježio da je 1698. godine bio podignut na kapeli u Kotoribi pristao drveni zvonik na način zvonika crkve sv. Franje u Zagrebu, koji je tada bio pokriven hrastovom šindrom. Zanimlji je zapis putopisca Evlije Čelebija koji je 1660. godine opisao Čakovec, izjavivši da se u gradu nalazi ni manje ni više nego 10.000 lijepih kuća od kamena, koje su pokrivene raznobojnom šindrom.
U drugoj polovici XVIII. stoljeća, crkve su u Međimurju već gotovo sve zidane građevine, no njihovi zvonici natkrivaju se i nadalje šindrom, koja je bila obojena narančastom, zelenom i crvenom bojom. Godine 1779. Zlatarić spominje da crkva u Goričanu ima lukovicu zvonika prekrivenu hrastovim daščicama, koje su natopljene narančastom (crvenožutom) bojom. Popović navodi, da je lukovica drvene crkve sv. Nikole u Legradu obojena zeleno. Nikola Eszterhazy 1756. godine spominje da na novosagrađenoj zidanoj kapeli sv. Margarete u Donjoj Dubravi, kapa zvonika također zelene boje. Najviše su bile crveno obojene kape zvonika. Takve se spominju u Cirkovljanu, Donjem Vidovcu, Maloj Subotici, Mihovljanu, Sv. Jurju u Trnju, Sv. Martinu na Muri i u Prelogu. Kapa zvonika u Maloj Subotici je 1747. godine šatorastog oblika, a 1779. godine zvono ima crvenu lukovicu od hrastovine.
Od dasaka je bila sagrađena mala kapelica s tornjićem, podignuta u čast Sv. Ivana Nepomuka u Legradu koja 1779. godine ima na zvoniku dvostruku «kopulu» od crveno obojene šindre. Na njoj je zvjezdasti križ s likom sv. Mihovila Arkanđela.

## Nestanak drvenog graditeljstva
Danas u Međimurju više nema sakralne drvene arhitekture. 
Još jedan rijedak primjer ove arhitekture zabilježio je u 19. stoljeću Kukuljević, koji kaže da se na legradskom groblju povrh grobnice obitelji «Zargarianae» nalazi drveni oratorij. Taj maleni drveni mauzolej iz 1750. godine imao je dva mala drvena tornjića.
Uz župne crkve nalazile su se i drvene župne kurije, koje su također većinom srušene. U Donjem Vidovcu spominje se 1768. godine rušenje kurije građenu djelomično od hrastovine, a djelomično od šiba, koja je bila podignuta 1720. godine. U Maloj Subotici nestaje kurija iz 1769. godine, sagrađena od šiblja na hrastovom podnožju.
Već tijekom XVIII. stoljeća nestala je u Međimurju sakralna drvena arhitektura. U svim tim mjestima danas postoje zidane crkve baroknog karaktera koje su zamijenila drvene. Do XIX. stoljeća održala se u ovome kraju od drvenih crkava samo kapela sv. Nikole u Legradu, a srušila se potkopana velikom poplavom Drave 1825. godine. Župa Legrad, gdje se u XVIII. stoljeću nalazilo šest drvenih građevina sakralnoga karaktera, predstavljala je topografski najjaču skupinu ove vrste arhitekture u Međimurju.